# Galina Semenova
Galina Semenova, född 1936, död 2016, var en rysk-sovjetisk politiker (kommunist).
Hon var medlem i Politbyrån för Sovjetunionens kommunistiska parti 1989–1991. Hon var en av endast fyra kvinnliga medlemmar av Politbyrån.